# 有村トモナリ

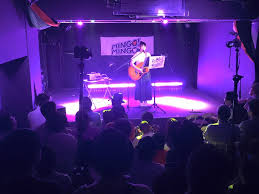
劇場型カフェ『MINGO!×MINGO!』
（中からの写真・弾き語りライブ）

有村 トモナリ（ありむら トモナリ、1973年2月8日 - ）は、日本の音楽プロデューサー、作詞家、作曲家、編曲家、シンガーソングライター、ボイストレーナー。鹿児島県鹿屋市出身。劇場型カフェ&クリエイター塾「MINGO!×MINGO!」、ボーカルスクール「Tomorrow Music School」（DTM、ボイトレ）の主宰をする。一児の父。姉は日本のパフォーマンス・アーティスト、舞台演出家、舞台美術家、女優の有村肯弥。
福岡県を拠点に活動するアイドルグループ「HR」「ふくおか官兵衛Girls」「NEO☆学院」、のほか鹿児島県「MINGO!×MINGO!」「S★UTHERN CROSS」、岡山県「feelNEO」、兵庫県姫路市「KRD8」などのサウンドプロデュースを行なっている。

## 経歴
幼少の頃よりドラムを始め、ヤマハ主催「TEENS'MUSIC FESTIVAL」鹿児島地区で3度優勝した。「BAND EXPLOSION」九州大会に出場した。その後、鹿児島情報誌「タウン情報カゴシマ」（現在のTJカゴシマ）で連載を開始した。
高校卒業後、上京し、ライブハウス等で音楽活動を始める。X JAPAN・YOSHIKIのレコードレーベル「エクスタシーレコード」で編曲家、マニピュレーターを務める。その後、GLAY、BUCK-TICKなどのマニピュレーター横山和俊と出会い、方向性を決める。DJ、ゲーム作曲、イベントプロデュースに従事する。
1997年、加藤夏希が所属する芸能プロダクション・ディメンションブルーに所属した。テレビ東京系『出動!ミニスカポリス』の出演者から結成されたユニット「CLIMAX」に楽曲を提供する。
地元・鹿児島県では、志布志市の「CUREO HALL」内の「キュレオアーティストスクール」でボイストレーナーを務める。大隅半島のコミュニティーFM局「FM かのや」「FM きもつき」「FM しぶし」の創設時、事務局メンバーとなる。2012年、鹿児島で初めて『劇場型カフェMINGO!×MINGO!』を創設した。鹿児島県鹿児島市の中心街・天文館に専用劇場を構える。レストラン＆カフェのオーナーシェフをしながら、アーティスト育成、週末に定期ライブ公演を行う。
現在は自社スタジオを拠点とし、楽曲提供以外に、鹿児島で活動するアイドルグループ「MINGO!×MINGO!」（みんごみんご）の代表、作詞作曲プロデュースを手掛けている。

## 提供作品
※歌詞検索サイト「UtaTen」より

### HR
- 「キミにSPARK」（作詞・作曲）
- 「ルールの王子様」（作詞・作曲）
- 「バリカ」（作詞・作曲）
- 「めんたいLock!!」（作詞・作曲）
- 「RUN-BU」（作詞・作曲）
- 「春色ジェネレーション」（作詞・作曲）
- 「勇気のオオカミ」（作詞・作曲）
- 「カタマリ」（作詞・作曲）
- 「キミの色」（作詞・作曲）
- 「ヒカリ・サガシ」（作詞・作曲）
- 「Tropic Summer」（作詞・作曲）
- 「がんばるばい!!」（作詞・作曲）
- 「TOKONAッツBEACH」（作詞・作曲）
- 「ミエナイキョリ」（作詞・作曲）
- 「灼熱☆KANKAN娘」（作詞・作曲）
- 「X'masは終わらない」（作詞・作曲）
- 「あしたのために」（作詞・作曲）
- 「Higher and Higher」（作詞・作曲）
- 「ここにいる」（作詞・作曲）
- 「星屑ミュール」（作詞・作曲）

### MINGO!×MINGO!
- 「KAGOSHIMA」（作詞・作曲）
- 「HA・DA・SHI」（作詞・作曲）
- 「アキラ vs メルナ」（作詞・作曲）
- 「爆音Venus」（作詞・作曲）
- 「MANGA!×MANGA!」（作詞・編曲）
- 「オトメプリズム」（作詞・作曲）
- 「花散る道に我は咲く」（作詞・作曲）
- 「HEART BLASTER」（編曲）
- 「アミュラン」（作詞・作曲）
- 「Say!!Go!!タカマリ」（作詞・作曲）
- 「IMA」（作詞・作曲）
- 「天文館の女」（作詞・作曲）
- 「消えればいい」（作詞・作曲）
- 「クラクラくらら」（作詞・作曲）

### S★UTHERN CROSS
- 「チェスト！〜ゲンキのしるし〜」（作詞・作曲）
- 「STANCE」（作詞・作曲）
- 「サザンウインド」（作詞・作曲）

### KRD8
- 「偽りの空の下で」（作詞・作曲）

### ふくおか官兵衛Girls
- 「乱世雷神」（作詞・作曲）

### FeelNEO
- 「FeelNEO」（作詞・作曲）

### NEO☆学院
- 「オトメプリズム」（作詞・作曲）

### 丸衣 千夜子
- 天文館の女 (ひと)（作詞・作曲）[3]

### HYPER MANIA
- 「虹の向こうへ」（アレンジ、マニピュレート）

### CLIMAX
- 「いかせてTURNME ON」（東芝EMI）（アレンジ）

### SEGA SATURN 用ソフト
- 「プラドルDISK」シリーズ（作曲）

## 出演

### ラジオ
- こばっちのマイティー・ハッピー・ラジオ（FMかのや、毎月第三金曜日）　※レギュラー